# وضحا وابن عجلان (مسلسل 2007)
وضحا وابن عجلان «فرسان في عمر الحب والحرب» مسلسل بدوي درامي تشويقي رومنسي أردني من إنتاج المركز العربي للإنتاج الإعلامي - الأردن، المنتج عدنان العوامله، المنتج التنفيذي طلال العوامله، كتابة محمد البطوش، إخراج عزمي مصطفى، وبطولة روحي الصفدي ومرح جبر.
يتناول المسلسل حياة الإنسان في البادية التي تهيمن فيها العادات والتقاليد والسوادي الصارمة ومنها «العطفة»، كما أن العمل يعالج حرارة العاطفة وصدق مشاعر ووفاء ابن البادية من خلال قصة الحب بين البطلين.

## الملخص
في سنة شحيحة المطر، وردت على ماء الجفر مواشي الشيخ «عقاب» والد «وضحا» بأعداد ضخمة وبحماية الفارس الشيخ «دحام» (أبو عليا) فقام بعض الرجال بطرد مواشي الشيخ «ابن عجلان» وقتل اثنين من رعاته فهرع الشيخ «سلطان» ابن عم «ابن عجلان» على رأس كوكبة من الفرسان لرد هذا الاعتداء وكان وقع الحادثة شديداً على الطرفين فدقت بمضاربهما طبول الحرب.
يقرر الشيخ «عقاب» استخدام «العطفة» - وهي عادة قديمة أساسها إرسال فتاة من القبيلة على رأس الفرسان الخارجين إلى الحرب، فإما أن تعود مع الفرسان أو يتمكن الخصم من أسرها- فيرسل ابنته في العطفة على رأس فرسانه، ولكن الأمور تنقلب لغير صالحه، ويتم أسر «وضحا» من قبل «سلطان» ويتسبب هذا الحدث بخصومة بين «سلطان» وابن عمه «الشيخ ابن عجلان» الذي يرفض إرغام «وضحا» الأسيرة على الزواج من آسرها ويرسلها إلى أهلها معززة مكرمة. يتطور الخلاف بين «ابن عجلان» و «سلطان» إلى انقسام داخل القبيلة يستغله داخل القبيلة يستغله «فليحان» شقيق «ابن عجلان» الطامع بالشيخة، ويعمل على تعميقه، مما يضعف عرب «ابن عجلان» في المواجهة مع  عرب عقاب فتؤول الأمور إلى أسوأ الأحوال.

## البطولة
- روحي الصفدي في دور «ابن عجلان»
- مرح جبر في دور «وضحا»
- ناريمان عبد الكريم بدور غزاله
- نبيل المشيني بدور طراد
- محمد العبادي بدور الحارثي
- زهير النوباني بدور عقاب
- محمد القباني بدور أبو فواز
- شايش النعيمي بدور سلطان

## وصلات خارجية
- المركز العربي للخدمات السمعية البصرية - وضحا وابن عجلان فرسان في عمر الحب والحرب تاريخ الدخول 14 سبتمبر 2010